# Johann Strauss (wnuk)
Johann Strauss III (ur. 16 lutego 1866 w Wiedniu, zm. 9 stycznia 1939 w Berlinie) – austriacki kompozytor, syn Eduarda Straussa i wnuk Johanna Straussa (ojca). Był on nieformalnym kontynuatorem tradycji muzycznych rodziny Straussów po rozwiązaniu orkiestry sygnowanej nazwiskiem jego ojca w 1901 roku.

## Życiorys

### Dzieciństwo i młodość
Urodził się w rodzinnym mieszkaniu w budynku „Zum goldenen Hirschen”, pod adresem Taborstrasse 17b w Leopoldstadt. Jego młodszym bratem był Josef Eduard Anna Strauss (1868–1940). Od 7 roku życia uczył się gry na fortepianie i skrzypcach, a następnie studiował teorię muzyki u Karla Nawrátila (1836–1914). Po złożeniu egzaminu dojrzałości  w wiedeńskim Schottengymnasium podjął w 1884 studia z prawa na Uniwersytecie Wiedeńskim. Po ukończeniu studiów został zatrudniony w Ministerstwie Oświaty. 17 kwietnia 1894 roku zawarł związek małżeński z Marią Emilie Karoline Hofer (1867–1939), córką wiedeńskiego dystrybutora kostiumów Lamberta Hofera. Miał z nią czworo dzieci, z których troje dożyło dorosłości: Johann Eduard (1895–1972), Maria Pauline Anna (1900–1986) i Angelica Maria Pauline (1901–1979).

### Kariera muzyczna
Początkowo nie był doceniany, gdyż zmieniły się gusta publiczności, skłaniającej się na przełomie wieku w kierunku kompozytorów w rodzaju Ferenca Lehára i Oscara Strausa. Mimo że nad jego wszechstronną edukacją muzyczną pieczę sprawował jego stryj Johann Strauss (syn), Johann Strauss III pozostał w pamięci potomnych głównie jako dyrygent.
Jego jedyna operetka Koty i myszy, której premiera miała miejsce w Wiedniu w 1898 roku, została odebrana bardzo chłodno przez publiczność. Krytycy muzyczni zasugerowali nawet, aby pozostałe dzieła pisał pod pseudonimem, aby nie szargać dobrego imienia swoich znanych krewnych. Johannowi zawdzięczamy uratowanie przed zniszczeniem wielu dzieł sławnych przodków i wydanie ich w 1903 roku po raz pierwszy na płytach gramofonowych. Jego późniejsze prace, w rodzaju Dem Muthigen gehört Die Welt op. 25 (Świat Należy do Śmiałych) i Krönungs-Walzer op. 40 (Walc koronacyjny) z okazji koronacji króla Edwarda VII były znacznie popularniejsze niż jego wcześniejsze dzieła.

## Kompozycje
Johann Strauss III skomponował około 70 utworów, z czego jedynie część została opublikowana. Numery opus od 11 do 23 nie zostały użyte przez kompozytora lub dzieła do których je przyporządkowano zaginęły.
- operetka Katz und Maus (1898)
- Sylvanien, walc op. 1 (1898)
- Leonie, walc op. 2 (1898)
- Comme il faut, polka francuska, op. 3 (1898)
- Rococo, gawot, op. 4 (1898)
- Empire, polka-mazurek, op. 5 (1898)
- Schlau-Schlau, szybka polka, op. 6
- Dragoner, marsz, Op. 7 (1898)
- Katze und Maus, kadryl, op. 8 (1898)
- Musette, op. 9 (1898)
- Gruss aus Wien, walc, op. 24 (1900)
- Dem Muthigen gehört die Welt, walc, op. 25 (1900)
- Budapester, polka, op. 26 (1900)
- Frisch durch’s Leben, galop, op. 27 (1900)
- Rosige Laune, mazurek, op. 28 (1900)
- Mit vereinten Kräften, marsz, Op. 29 (1900)
- Unter den Linden, walc, op. 30 (1900)
- Die Schlittschuhläuferin, walc, op. 31 (1900)
- Wiener Weisen, walc, op. 32 (1901)
- Mariana, walc, op. 33 (1901)
- Im-Galopp, galop, op. 34 (1902)
- Ludmilla, mazurek, op. 35 (1902)
- In der Blütezeit, walc, op. 36 (1902)
- Mit freudigen Herzen, polka, op. 37 (1902)
- Dichterliebe, walc, op. 38 (1903)
- Wilhelminen, walc, op. 39 (1901)
- Krönungs-Walzer, walc, op. 40 (1902)
- Lob der Heimat, walc na chór męski i orkiestrę (1936)